# Rhinocypha phantasma
Rhinocypha phantasma – gatunek ważki z rodziny Chlorocyphidae.